# Art gòtic

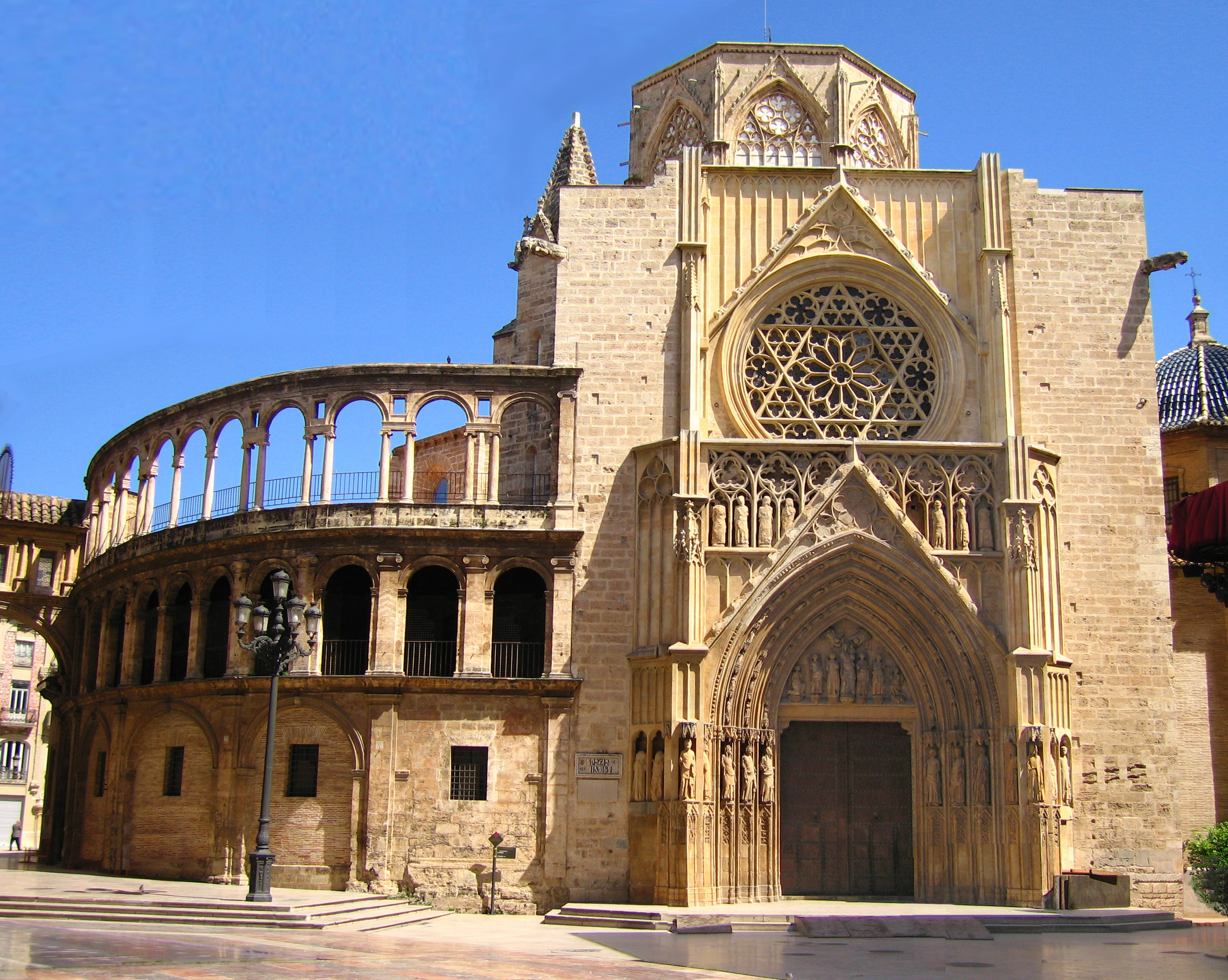
Porta dels Apòstols de la Catedral de València, un clar exemple d'art gòtic

L'art gòtic és un estil arquitectònic i decoratiu que fou predominant a Europa entre mitjans del segle xii i inicis del segle xv, amb la implantació del nou període anomenat Renaixement. Es caracteritza pel fet que, si bé sol ser molt ornamental i amb detalls molt treballats i realistes, no utilitza un esquema de representació general.
El gòtic es va diferenciar de l'art romànic pel fet que cercava crear les seves pròpies obres, deixant de mirar a Roma. Les estructures arquitectòniques seguien sent com les romàniques però el llenguatge visual volia transmetre confiança i riquesa per mitjà de l'elegància, el luxe i les línies estilitzades. El terme «gòtic», referit a l'art, es va començar a utilitzar al segle xv per a descriure en un principi un estil arquitectònic utilitzat fins aleshores i considerat bàrbar, del poble got que va destruir l'arquitectura i l'art de l'Imperi Romà. En contraposició, crearien el mot renaixement per a descriure el ressorgir de l'estil clàssic romà.
A l'Illa de França es comencen a construir les primeres catedrals gòtiques i, al segle xiii, el nou estil adopta un caràcter internacional que es difon pel Sacre Imperi Romanogermànic, Anglaterra, els regnes de la península Ibèrica i de manera més autòctona als territoris que actualment conformen Itàlia.

## Abast

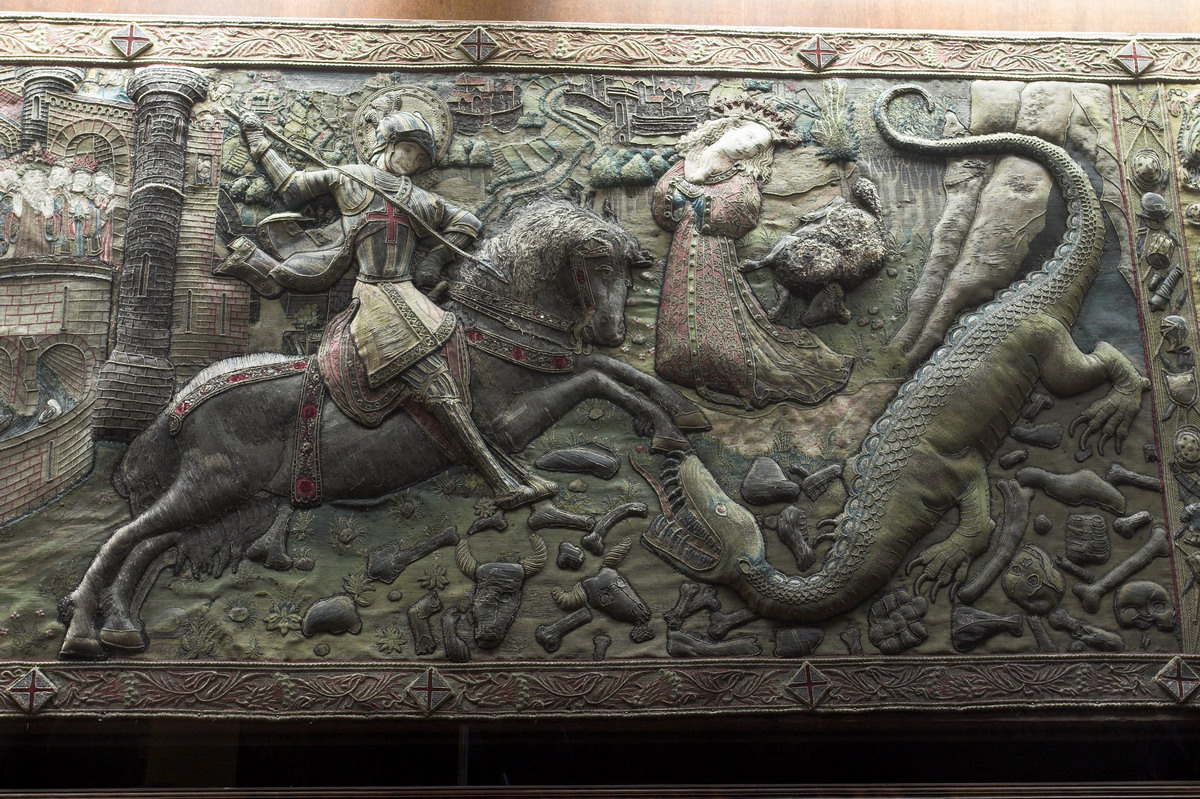
Tapís gòtic del a la capella de Sant Jordi del Palau de la Generalitat de Catalunya

Actualment, com a "gòtic" s'entén un ampli període artístic, que segons els països i les regions es desenvolupa en moments cronològics diversos, però que de forma general es pot establir des de mitjan segle xii fins a començaments del xvi, i que ofereix en el seu ampli desenvolupament diferències profundes de país a país. A nivell arquitectònic, l'estil gòtic va néixer al voltant de 1140 a França, essent l'Abadia reial de Sant Denis, edificada per l'abat Suger, conseller de Lluís VII de França, considerada com el primer monument d'aquest moviment. Aquest estil s'ha definit durant molt temps de manera bastant superficial, exclusivament per la utilització d'un dels seus elements, l'arc apuntat, al que sol anomenar-se ogival; però la utilització d'un element no pot definir un estil de forma global, es tracta d'un problema més ampli, d'una nova etapa històrica, una nova concepció de l'art i amb ell del món. Un element estructural, per important que sigui, no pot resumir un concepte global sobre la vida. Els nous edificis religiosos es caracteritzen per la definició d'un espai que vol acostar als fidels, d'una manera vivencial i gairebé palpable, els valors religiosos i simbòlics de l'època. La catedral es va a omplir de llum, i és la llum el que conforma el nou espai gòtic. Serà una llum física, no figurada en pintures i mosaics, llum general i difusa, no concentrada en punts i dirigida com si es tractés de focus, alhora que és una llum transfigurada i acolorida mitjançant el joc dels vitralls (o vitreaux), que transforma l'espai en irreal i simbòlic. La llum està entesa com la sublimació de la divinitat. La simbologia domina als artistes de l'època, l'escola de Chartres considera la llum l'element més noble dels fenòmens naturals, l'element menys material, l'aproximació més propera a la forma pura. L'arquitecte gòtic organitza una estructura que li permet, mitjançant una sàvia utilització de la tècnica, emprar la llum, llum transfigurada, que desmaterialitza els elements de l'edifici, aconseguint clares sensacions d'elevació i ingravidesa.

## Característiques
Edificis amb molta decoració. Molts Vitralls. Arcs apuntats. Diversos pisos. Pintures obscures. Moltes escultures molt semblants als humans. El sostre es cobreix amb voltes de creueria. L'interior és lluminós i colorista. Els murs ja no s'utilitzen per aguantar el pes de l'edifici. Les voltes de creueria descansen sobre pilars rodejats de columnes.

### Arquitectura gòtica

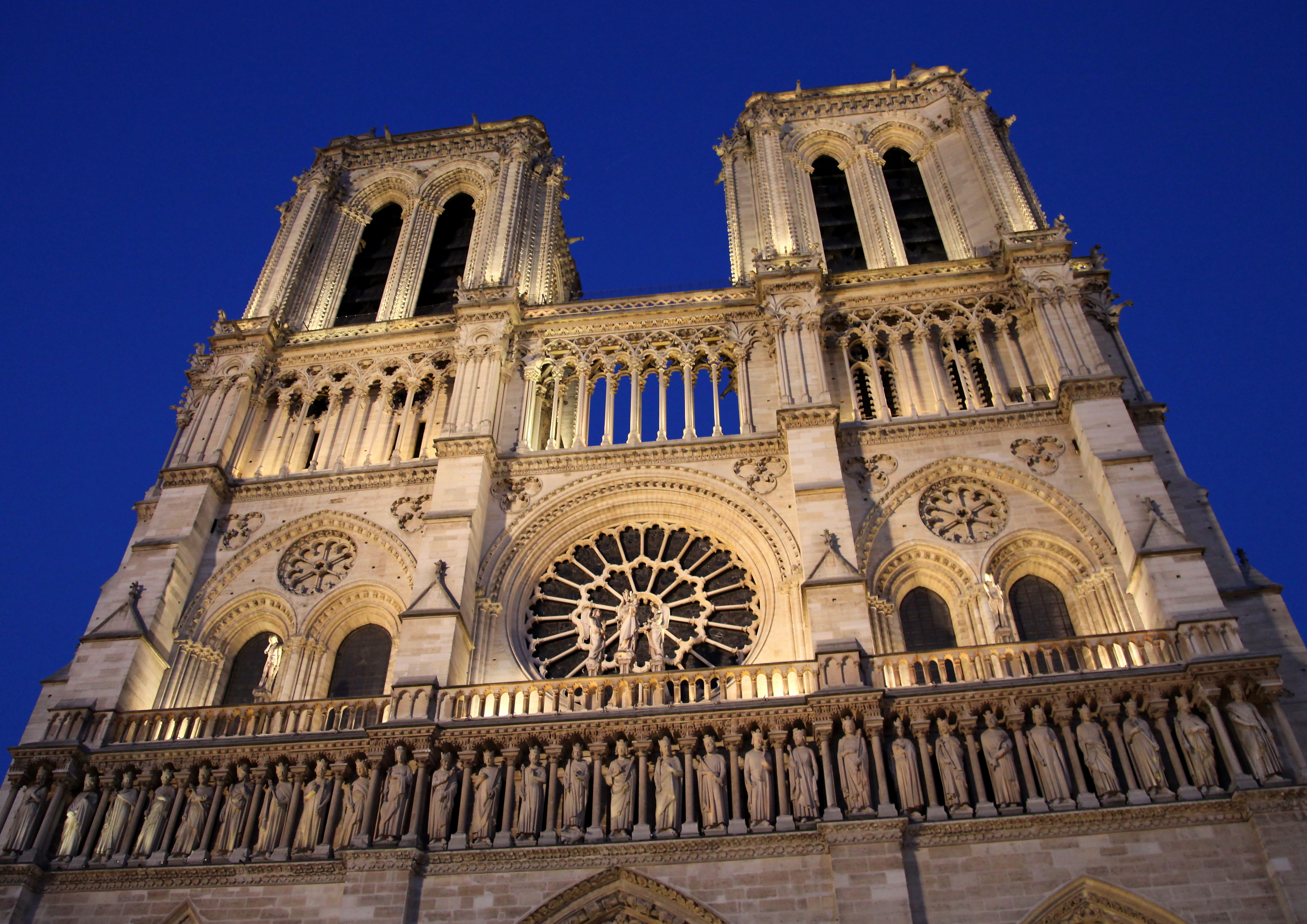
Catedral gòtica de Nostra Senyora a París

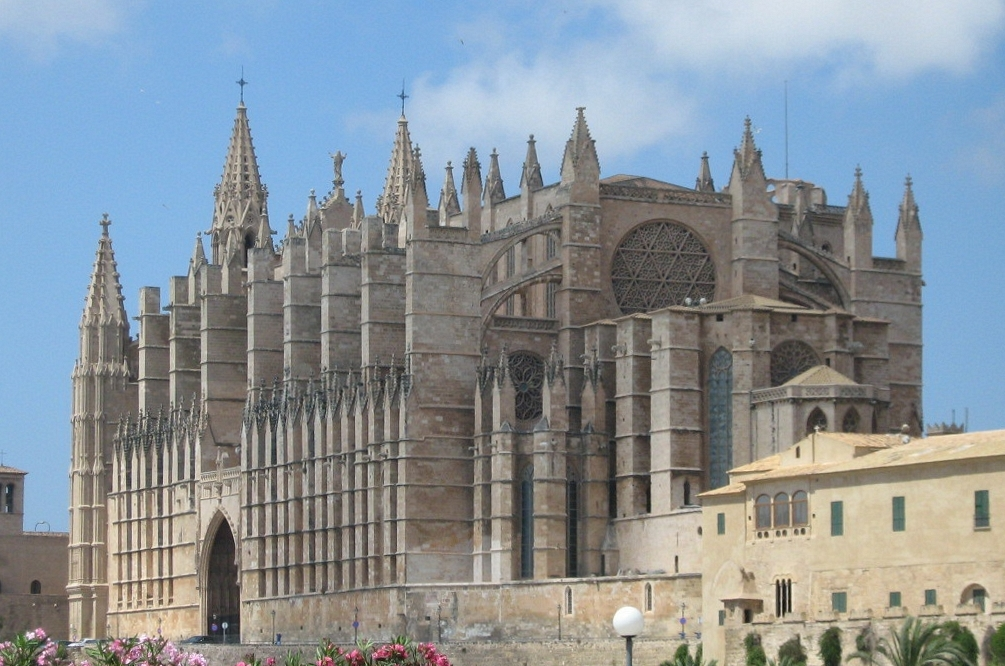
Catedral de Palma vista pel darrere

En arquitectura es caracteritza per l'arc ogival, la volta de creueria, els arcbotants, els florons, els vitralls, rosasses i la propensió a la verticalitat, amb naus àmplies i esveltes. Això respon a les ànsies d'unió amb Déu dels artistes.
El sostre es cobreix amb voltes de creueria, les voltes de creueria descansen sobre pilars rodejats de columnes, parets altes i esveltes, arcs apuntats, edificis amb molta decoració, l'interior és lluminós i colorista, amb pintures, molts vitralls i moltes escultures molt semblants als humans.
L'arquitectura gòtica s'inclou dins del moviment cultural conegut com a art gòtic que, al seu torn, sorgeix en un context més ample, anomenat renaixement del segle XII. Aquest estil arquitectònic s'estén per un llarg període de l'edat mitjana i varia d'un lloc a un altre; es desenvolupa entre meitat del segle xii i inicis del segle xvi, marcant la fi del període medieval. El primer gest impulsor d'aquesta nova filosofia constructiva es donà a França, estenent-se a tot Europa en un període conegut com el de les grans catedrals.

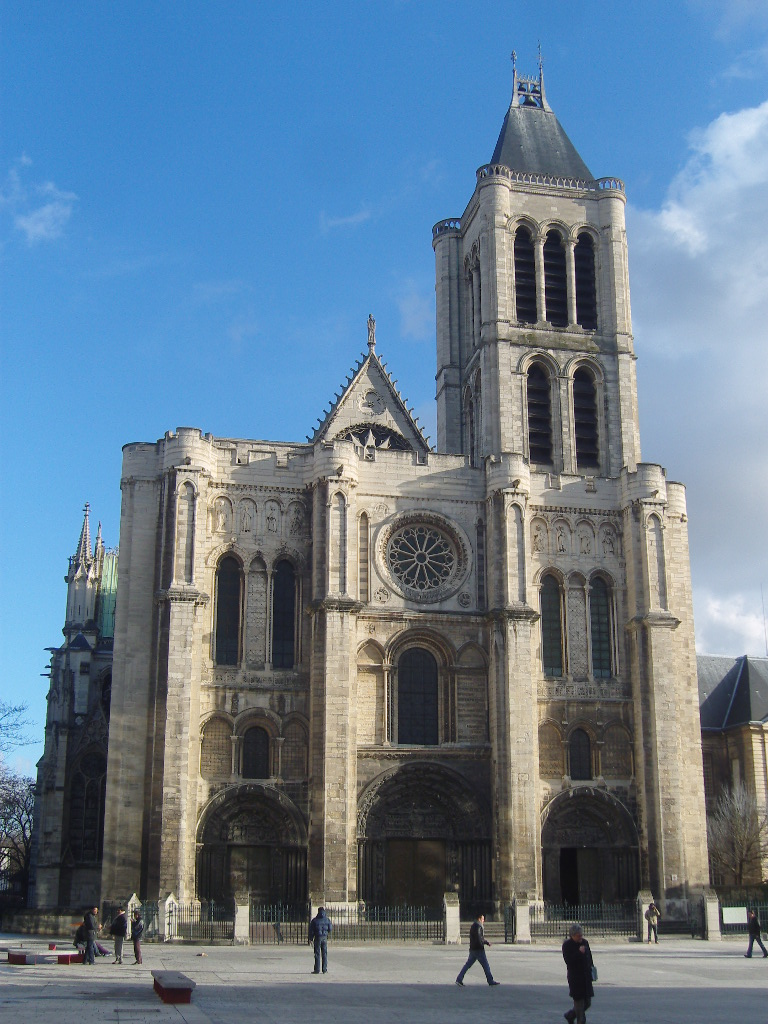
El gòtic primitiu de la basílica de Saint Denis

Les teories més tradicionals dependents de la tradició centrista francesa, suposen que el gòtic sorgeix del no-res a l'Illa de França, en una regió que no era especialment emprenedora arquitectònicament. La lleialtat de Cluny i el Cister al papa era una amenaça a les intencions nacionalistes de la casa reial francesa, de manera que es volia un estil arquitectònic propi. El cas és que l'abat Suger de Saint-Denis, responsable del projecte de la basílica de Saint-Denis, fa una mediació entre la reialesa i l'Església. Suger servia, en primer lloc, els reis en la seva lluita contra la noblesa feudal en les ambicions internacionals de l'imperi.
Saint Denis estava localitzada al centre del domini reial. Va ser el projecte de l'abat de Suger el que inicià l'estil gòtic. La difusió d'aquest té relació directa amb l'ampliació de la jurisdicció del rei. Les primeres creacions varen ser a les ciutats de domini reial: París, Chartres, Amiens, Reims i Bourges.
Suger afirmava la novetat de la seva obra arquitectònica en termes teològics: nou cor i nova façana per a un nou edifici cristià. Saint Denis era l'apòstol de França, el sant patró nacional. La seva església despertava sentiments tant a nacionalistes com a religiosos. Es tractava d'una arquitectura rica en significats: filosofia neoplatònica i teologia cristiana. Simbologia de la llum, pensament racional i matemàtic. S'utilitza la creu llatina en analogia amb el cos humà.
El gòtic no és en si mateix un estil, ni un sistema: utilitza l'arquitectura com una catedral romànica i cap dels seus elements estructurals és invenció dels constructors gòtics. L'arc ogival és una invenció de Mesopotàmia portada pels croats cap a Europa i pels vikings cap a Normandia. Era utilitzada en caves i llocs amagats. En un salt conceptual, es torna un estil madur en un termini de 40 anys i, un segle més tard, ja domina tot Europa.
Les catedrals i els edificis, cada cop els feien més alts.
El gòtic acostuma a descriure's com a verticalitat i lluminositat. El gòtic té un mur molt prim comparat amb el romànic; hi ha els contraforts que serveixen per a sostenir els arcbotants i per a poder aguantar la volta ogival. La volta ogival es troba al sostre, és un sostre acabat amb una punta bastant alta i escarpada.

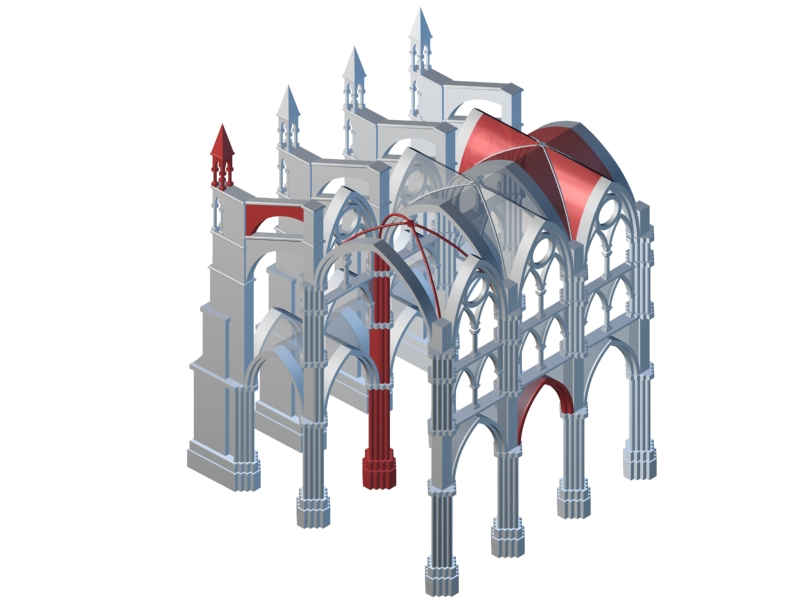
Esquema estructural d'una catedral gòtica

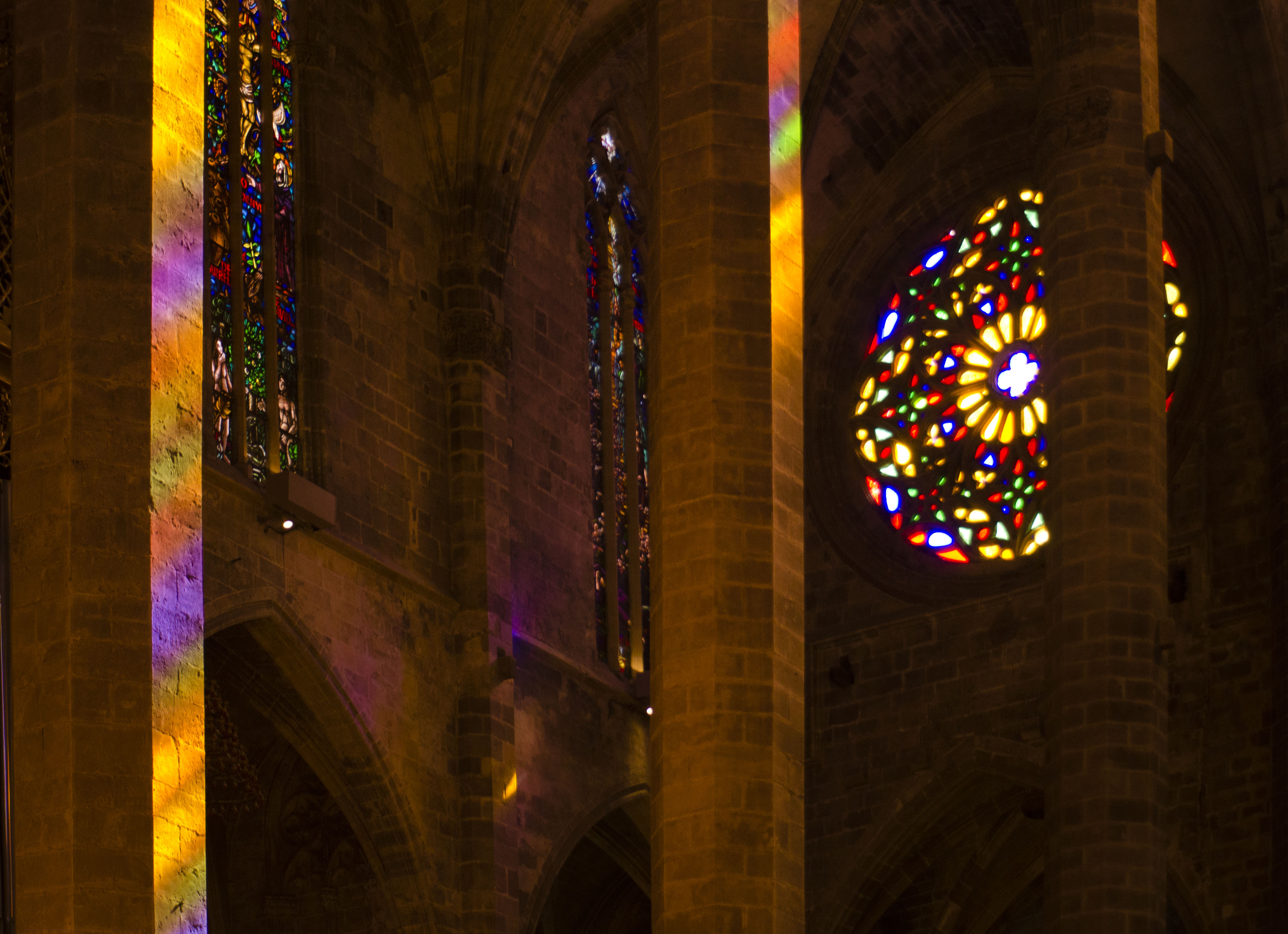
Vitralls i rosassa

A la península Ibèrica hi ha dos models arquitectònics gòtics diferents: el gòtic francès, caracteritzat per la verticalitat i l'ornamentació, i el gòtic meridional, en què domina la línia horitzontal i l'austeritat decorativa.

### Escultura gòtica

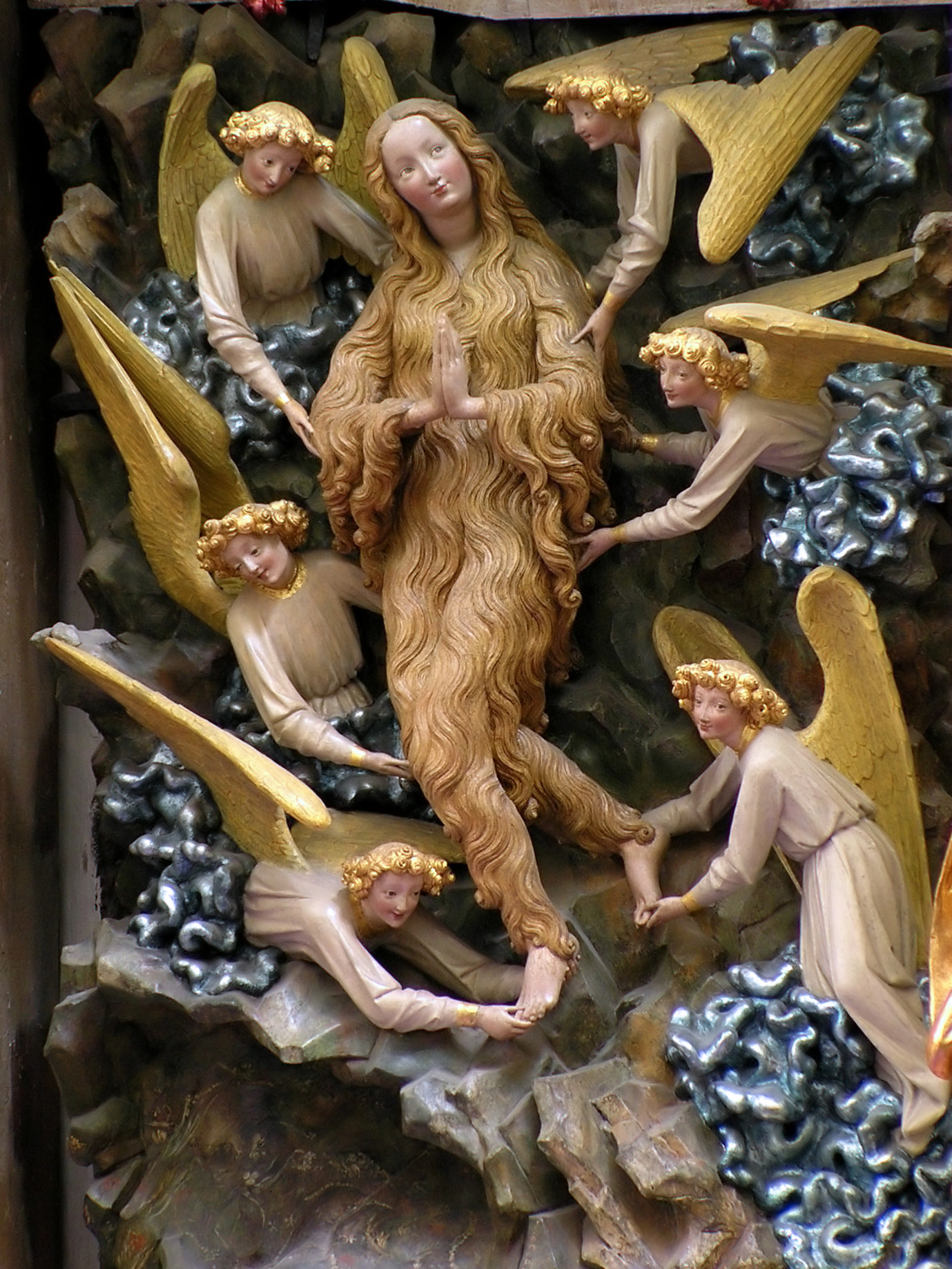
Escultura de Maria Magdalena a Toruń, Polònia

L'escultura va evolucionar des de les primeres obres d'estil rígid i allargat, influïdes pel romànic, en un sentit més espaiós i naturalista a finals del segle xii i principis del segle xiii. Es comença a treballar amb les corbes i el contacte entre les parts de les figures. Els temes generals són sobretot religiosos, tret propi d'una època encara molt marcada pel teocentrisme.
L'escultura gòtica va evolucionar des dels primers estils allargats i rígids, encara en part influïda pel romànic, cap a uns espais naturalistes a finals del segle xii i principis del segle xiii. Les estàtues del Portal de la Catedral de Chartres (vers 1145) són de les primeres escultures gòtiques i representen una revolució en l'estil i el model per a una generació d'escultors. Abans d'això no hi ha hagut la tradició d'escultura a l'Ile-de-France pel que els escultors eren portats de Borgonya. La Catedral de Bamberg va tenir el major conjunt escultòric del segle xiii. A Anglaterra l'escultura estava més orientada a les tombes i no solien incorporar figures. A Itàlia encara hi hagué una influència clàssica, però gòtic incorpora elements en les escultures dels púlpits, com el púlpit del Baptisteri de Pisa (1269) i el púlpit de Siena. L'escultor neerlandès-borgony Claus Sluter i el gust pel naturalisme marca la fi de l'escultura gòtica, evolucionant cap a l'estil classicista del renaixement en els últims anys del segle xv. Es van utilitzar els vitralls per primer cop a l'art gòtic (rosasses) que eren finestres rodones decorades amb vitralls de diferents colors i sovint representaven una cosa religiosa

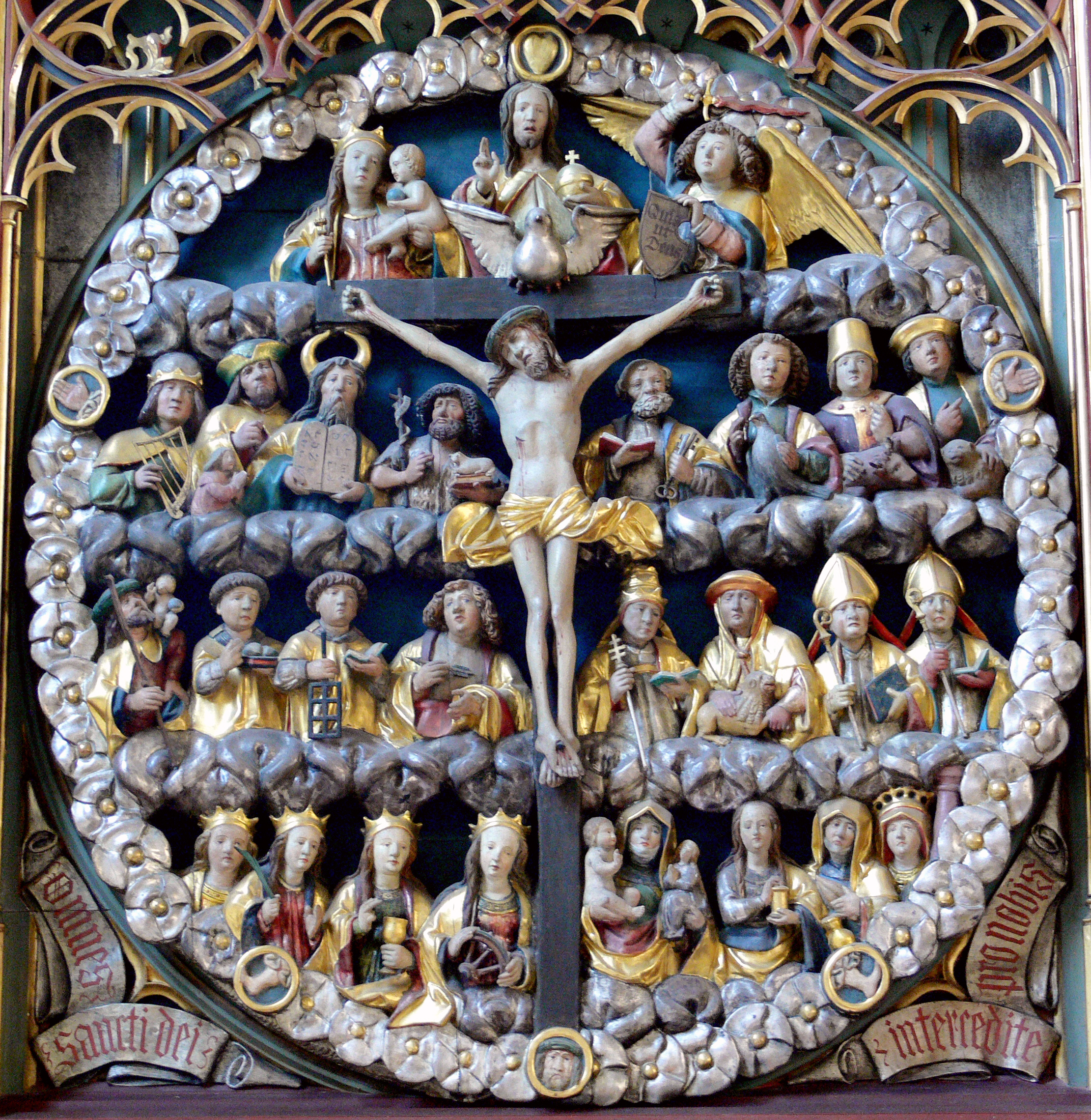
Escola de Veit Stoss: Altar Rosenkranz, Liebfrauenmünster a Ingolstadt. Fusta policromada, c. 1510

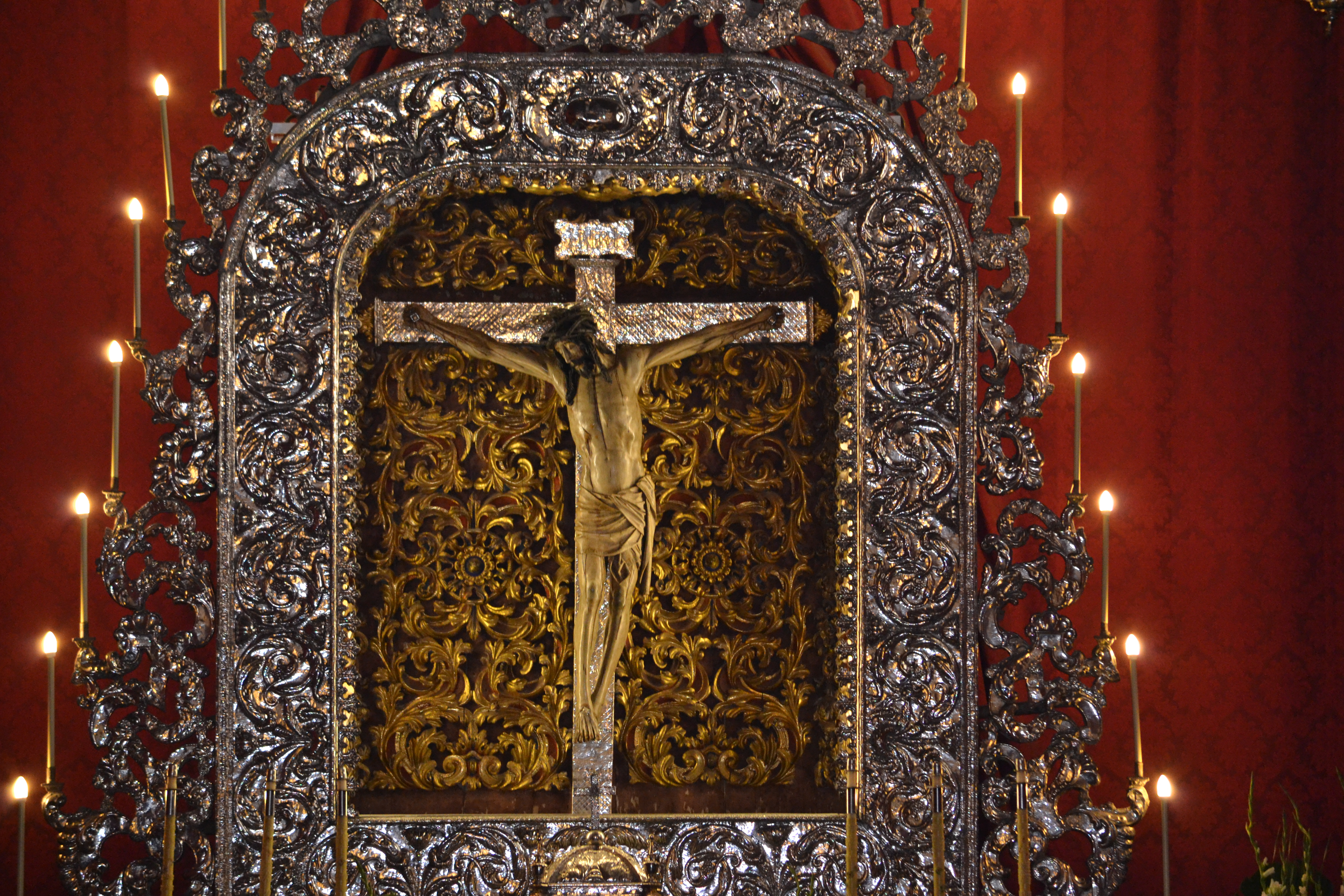
Imatge del Cristo de La Laguna (Tenerife, Espanya) provinent de Flandes i datat entre 1510-1514

L'escultura gòtica representa la segona de les principals escoles internacionals d'escultura europea que es va desenvolupar a l'edat mitjana, aproximadament des de mitjan segle xii fins al segle xvi. Fou un tipus d'escultura que evolucionà a partir de la romànica, i que més endavant es «dissoldria» en el que seria l'escultura del Renaixement i el manierisme.
Durant el Renaixement –quan els valors clàssics van ser reconsiderats un altre cop–, l'escultura dels segles immediatament anteriors era considerada com a grollera i basta, i se la va anomenar «gòtica», ja que es creia que era fruit de la cultura dels gots, uns bàrbars responsables de la desaparició de l'Imperi Romà. Però mai els que van viure a l'època gòtica van fer servir aquesta denominació i encara menys es consideraven bàrbars. Al contrari, l'aparició de l'art gòtic va ser vist com una innovació i va ser anomenat opus modernum (obra moderna), essent l'escultura una de les seves expressions més importants. Tanmateix, aquesta valoració negativa es va perllongar fins a mitjan segle xix, quan va sorgir un moviment revivalista, anomenat neogòtic, que va recuperar els seus valors. Tot i saber que l'art gòtic no tenia res a veure amb els gots, es va mantenir el nom després de tants anys d'ús.
L'escultura gòtica va néixer estretament vinculada a l'arquitectura, com s'observa en la decoració de les grans catedrals i d'altres edificis religiosos, però amb el temps va anar guanyant independència. Durant una primera etapa es va conrear un estil auster, estilitzat, de proporcions allargades i amb una aparença general hieràtica, que volia transmetre espiritualitat, allunyant-se de l'anatomia real d'un cos. Però aviat va evolucionar cap a un naturalisme més gran, cap al realisme, a partir d'una absorció progressiva d'influències clàssiques i una observació més profunda de la natura. Malgrat tractar-se de forma independent, l'escultura gòtica, fins i tot a les seves etapes finals, va continuar estant integrada en la decoració arquitectònica.
La història de l'escultura gòtica encara té punts foscos. En algunes èpoques hi va haver una destrucció massiva de monuments i obres d'art medievals, com per exemple durant el moviment iconoclasta que acompanyà la Reforma protestant, i durant la Revolució Francesa. Per tant, la determinació de la cronologia, la genealogia i la distribució i propagació geogràfica de l'estil presenta molts buits difícils d'omplir. Cal afegir que quan el gòtic va ser ben valorat, a partir de la segona meitat del segle xix, per desconeixement, es van fer restauracions inadequades en molts monuments. Malgrat aquests problemes, encara existeixen una gran col·lecció d'escultures escampades per tot Europa, fet que demostra la intensa producció dels artistes de l'època.
L'estil gòtic va ser, en gran part, el resultat d'establir un nou vocabulari visual per a la representació d'imatges, i del debat que es va produir al voltant d'alguns conceptes de la religió cristiana. Un dels punts més importants d'aquest debat fou la validesa de la representació de les imatges sagrades, un problema que datava des del mateix origen del cristianisme. El cristianisme primitiu tenia una aversió cap a la figuració de personatges sagrats, una reserva que havia estat heretada de la religió jueva que prohibia la creació d'imatges de culte, per temor de caure en la idolatria. Una ordre explícita contra aquest tipus de representació provenia dels Deu manaments, ja que el tercer d'ells determina: No tindràs altres déus davant meu. Per una altra banda, l'antiga tradició clàssica pagana, que proporcionava els elements essencials per a la formulació de la nova fe, estava completament a favor de la representació dels déus. Aquestes dues tendències es van mantenir en fricció constant durant tota l'edat mitjana. Una de les primeres declaracions a favor de la representació cristiana va venir del papa Gregori I el Gran qui, cap a l'any 600, en cartes al bisbe de Marsella va definir els principis a seguir. El papa deia que, igual que en les coses materials, les imatges no havien de ser adorades però tampoc destruïdes, perquè la representació d'escenes de la història sagrada i de personatges bíblics eren útils per a l'ensenyament de la doctrina a la massa analfabeta, «que podien llegir en elles el que no podien llegir en els llibres», i la seva contemplació podia conduir a la contemplació de Déu. Gregori va haver d'apel·lar al punt de vista de Basili de Cesarea que, segles abans, afirmava que «l'honra donada a la imatge ascendeix al seu prototip».
La declaració gregoriana, impulsada per un papa considerat un savi —més tard elevat a la condició de Doctor de l'Església, el mateix que Basili— junt amb la contribució de Joan Damascè, van ser uns arguments poderosos en la qüestió iconoclàstia, qüestió que agitava als cristians des dels seus orígens i que se'n va anar enfortint durant l'Imperi Romà d'Orient. Encara que l'assumpte va ser resolt oficialment l'any 787, durant el Segon Concili de Nicea, quan es va legalitzar la veneració d'imatges, el debat va continuar al llarg dels segles següents, on altres prelats van escriure en defensa de l'art religiós. Especialment vinculats a l'aparició del gòtic van aparèixer els escrits de Pseudo-Dionís l'Aeropagita, un autor amb una base platònica a través de Plotí, un neoplatònic molt respectat a França durant els segles IX-X, i que va influir sobre l'Abat Suger, fundador de la primera església gòtica. En aquest punt, el problema iconoclasta ja va ser superat finalment per una sèrie d'aportacions teòriques i l'art religiós es va consolidar definitivament.

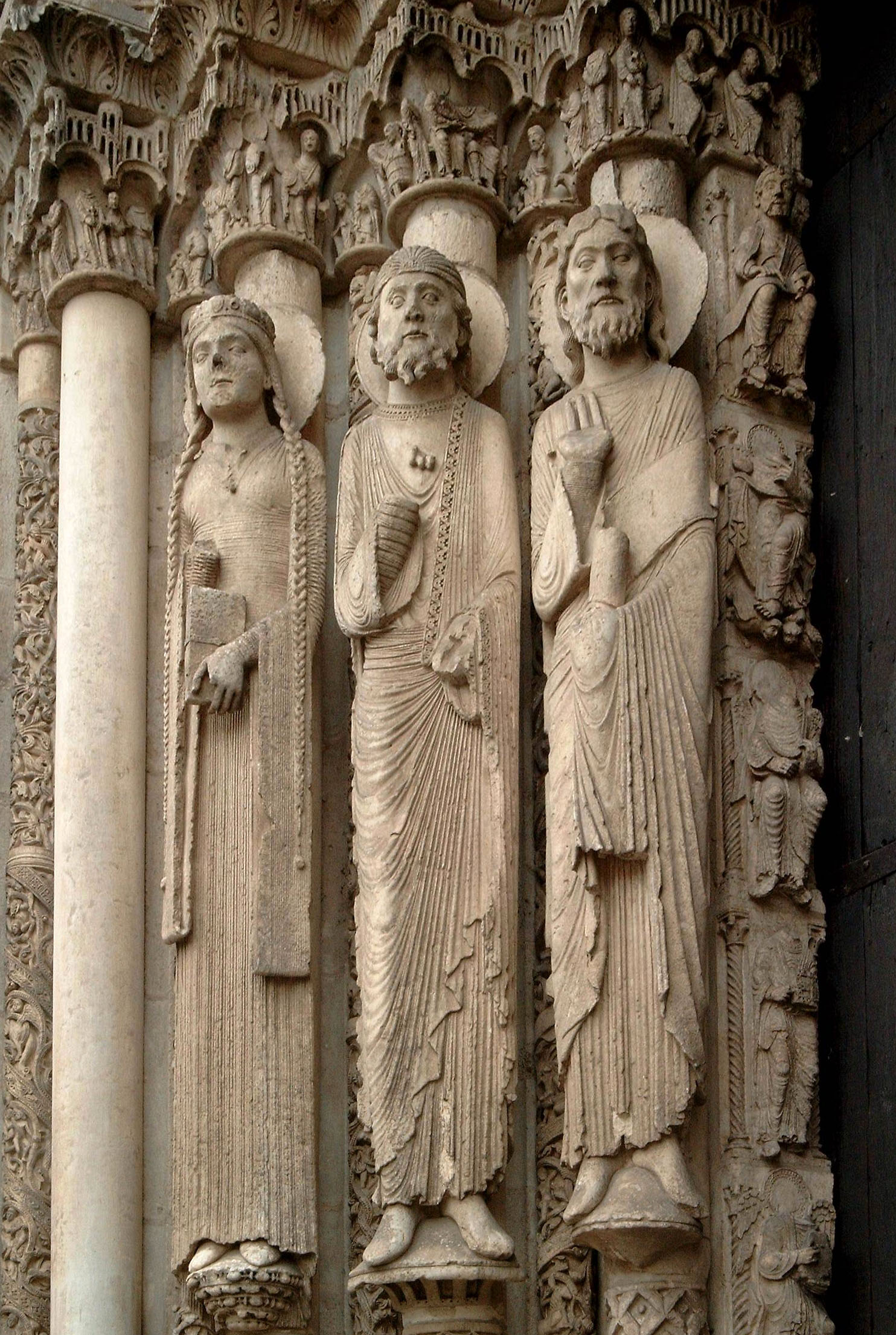
Detall a la portalada de la Catedral de Chartres
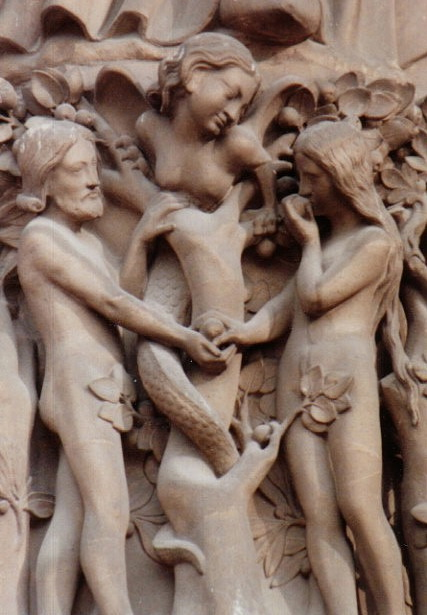
Adam i Eva l'entrada de la catedral de Notre-Dame de París

### Pintura gòtica

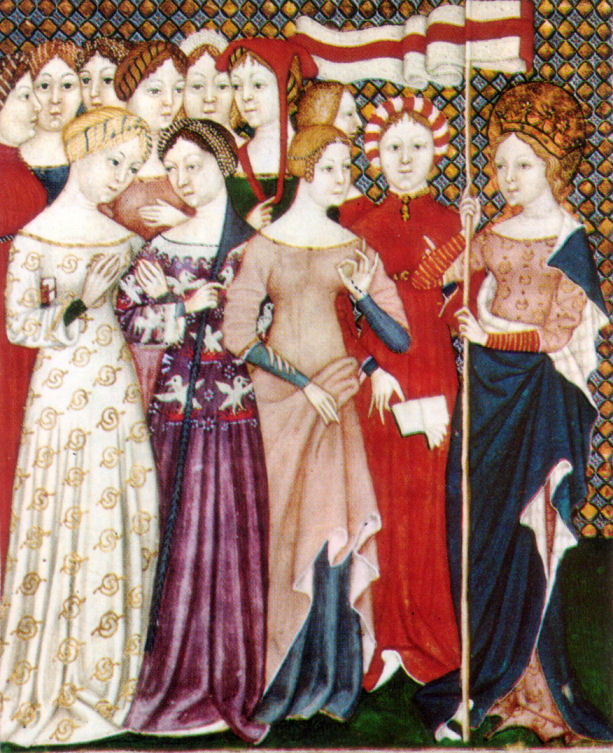
Detall d'una il·luminació

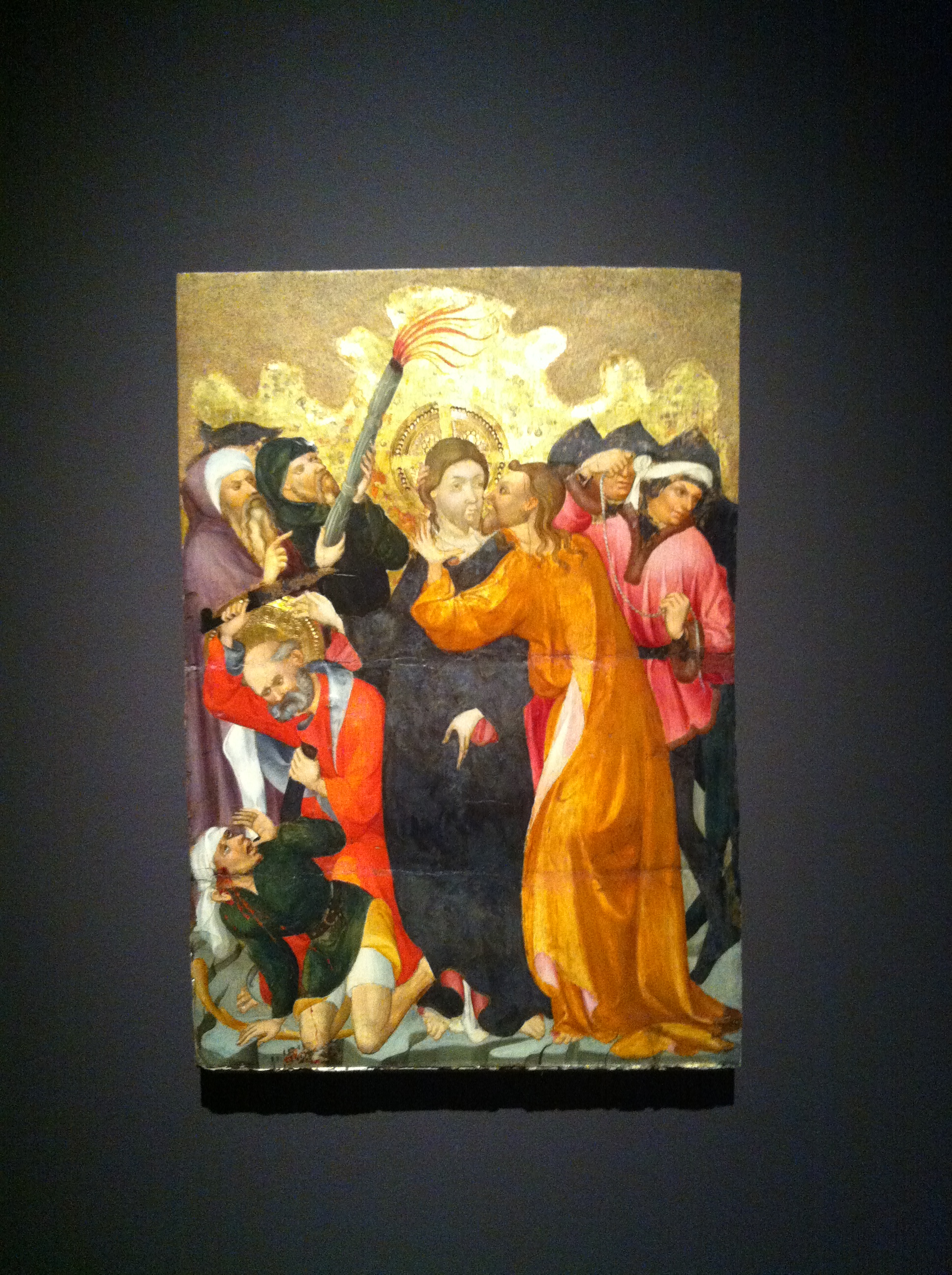
El petó de Judes

La pintura gòtica s'acostuma a datar entre el 1200 i el 1430, mig segle després del començament de l'arquitectura i l'escultura gòtica. La transició entre el romànic i el gòtic és molt imprecisa però podem veure en les característiques d'aquest estil una pintura més fosca i emocional que en el període precedent. Representa sobretot el començament de la pintura profana, és a dir la pintura que tracta assumptes que no són religiosos. La pintura Gòtica es va desenvolupar a Occident (cap a 1200 a Anglaterra, França, Alemanya) però disposa del seu clímax a Itàlia amb la pintura del Trecento.
Destaca el major realisme del retrat, amb personatges amb emocions, abandonant la perspectiva totalment plana i augmentant el nombre de pigments utilitzats. Les pintures es fan encara al fresc en parets, tot i que es van substituint per enormes vitralls de colors, o bé sobre fusta en retaules, encara no s'usen els quadres. Destaquen igualment les il·luminacions als llibres, que eren tots manuscrits, ja que l'aparició de la impremta és un dels fets que marcarien un canvi d'època: l'edat moderna i el renaixement.
El desenvolupament de l'arquitectura gòtica amb la progressiva substitució del mur per grans finestrals amb vitralls de colors que permeten el pas vers l'espai interior d'una llum policroma i matisada, va portar, en les grans catedrals gòtiques de França, a la pràctica desaparició de la pintura mural que s'havia desenvolupat àmpliament en els murs de les esglésies romàniques.
S'ha dit que la pintura gòtica té el seu espai propi en els grans vitralls de les Catedrals i en les miniatures policromes dels llibres (il·luminacions), però pel que fa a la pintura pròpiament dita, aquesta subsistí en els retaules, en les taules pintades que formen els frontis o els laterals dels altars i en els murs de les capelles laterals.
Els pintors de la Toscana van continuar la tradició de la gran pintura mural i del mosaic, ja que l'arquitectura gòtica no va arrelar mai a Itàlia com a França. La "maniera greca" dels mosaics i frescos evolucionà durant el Duecento, i a les Esglésies Superior i Inferior d'Assís, on van coincidir les escoles senesa i florentina tingueren lloc una sèrie d'innovacions que van canviar per sempre la Història de la Pintura. Giotto el més gran pintor del Trecento realitzà l'interior de la capella dels Scrovegni de Pàdua, una obra clau que com Giotto era plenament gòtica però anticipa ja el Renaixement.

## Gòtic català

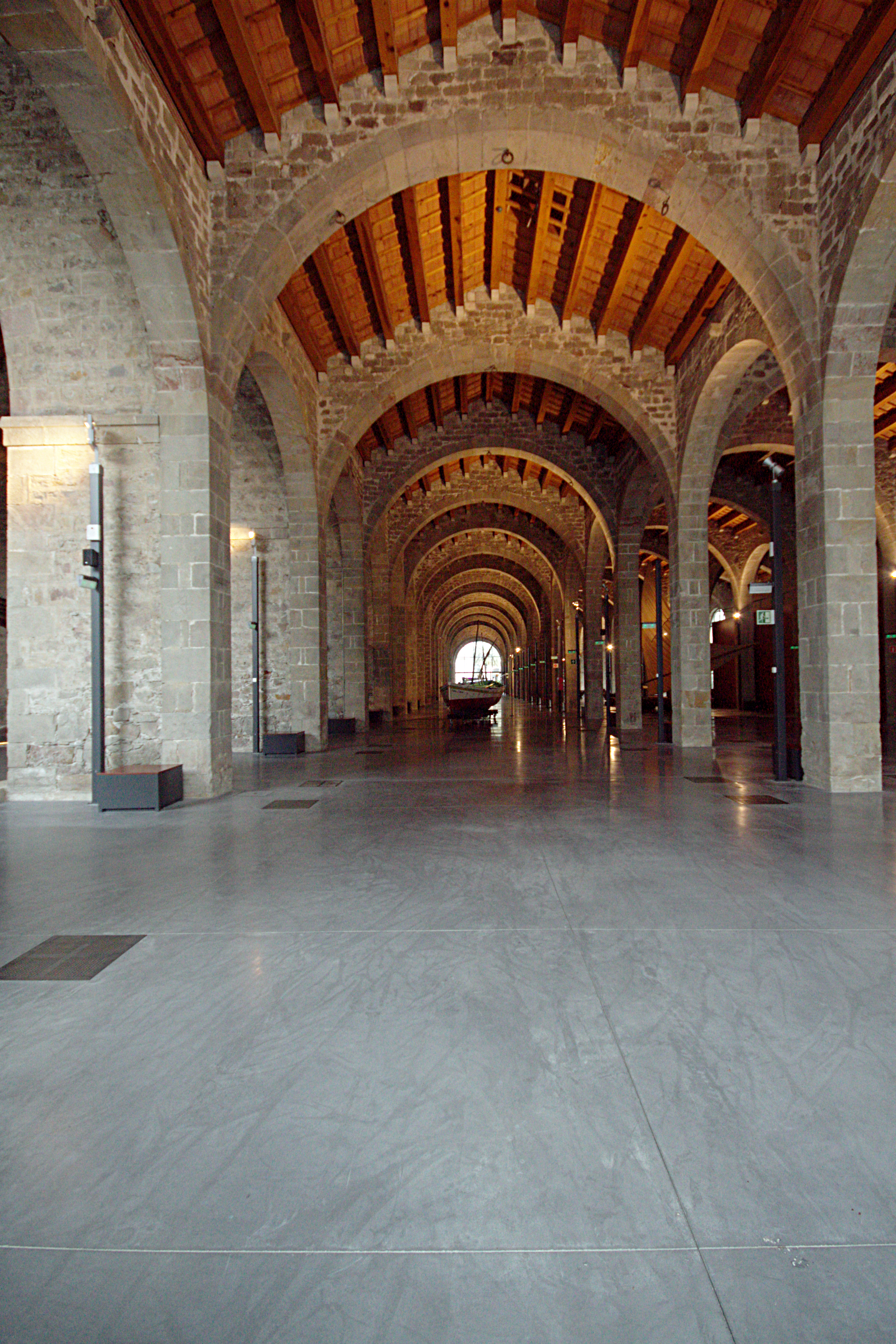
Museu Marítim de Barcelona

Catalunya va viure moments de prosperitat i d'importants conquestes entre els segles xii i xv. Les ciutats van créixer i, amb la plenitud, va arribar la febre constructiva. Es van aixecar grans catedrals com la de Girona o monestirs com el de Santa Maria de Pedralbes. El gòtic català presenta unes característiques particulars, especialment en arquitectura, que el diferencien del gòtic europeu d'influència del nord de França i l'apropen al gòtic desenvolupat al sud d'Occitània. El seu origen es troba en el manteniment de molts trets de l'arquitectura romànica i en les construccions monàstiques de l'Orde del Cister o Cistell. L'anomenat gòtic català té un gust especial per crear espais unitaris i diàfans, preferint l'horitzontalitat a la verticalitat i fent servir tècniques com l'arc diafragma.
Durant l'època gòtica, no tot van ser edificis religiosos. Des del segle xiii fins a pràcticament l'inici del segle xvi es van aixecar equipaments cívics, fàbriques, ponts i equipaments militars. Un dels exemples més emblemàtics que han perdurat fins als nostres dies en són les drassanes de Barcelona. Les aportacions més innovadores de la fase de plenitud de l'arquitectura gòtica catalana van ser les esglésies que no són catedrals però que aspiraven a tenir una envergadura catedralícia. Es tractava d'esglésies de tres naus com Santa Maria de Cervera, Santa Maria de Castelló d'Empúries, la Seu de Manresa i sobretot Santa Maria del Mar, a Barcelona, considerada el paradigma de l'arquitectura gòtica catalana.
La pintura gòtica catalana es pot dividir en l'estil protogòtic, amb dos estils, el mode auster i el mode gràcil, l'italogòtic, el gòtic català internacional i el gòtic català internacional amb influència flamenca.